# Bembidion parviceps
Bembidion parviceps es una especie de escarabajo del género Bembidion, tribu Bembidiini, familia Carabidae. Fue descrita científicamente por Bates en 1878.
Se distribuye por Nueva Zelanda. La especie mide 4,2-5,3 milímetros de longitud.